# Duško Car
Duško Car (Vukovar, 8. rujna 1931. – Zagreb, 29. kolovoza 1990.) bio je hrvatski književni kritičar, kazališni kritičar, esejist i feljtonist.
Zaposlio se na Radio Zagrebu gdje je radio kao kritičar, adaptator i dramaturg.
Radio je na emisiji Radioroman za koju je adaptirao više od sto romana. Potkraj 1960-ih sastavio je radijsku antologiju hrvatskog pjesništva Od Matoša do naših dana.
Radio je i za Školsku knjigu, za čiju je biblioteku Dobra knjiga priredio djelo Slobodana Novaka Mirisi, zlato i tamjan.
Pisao je za Hrvatski tjednik, u kojem je 1971. godine izašao njegov podlistak, "Podlistak s predumišljajem".